# Sarcosuchus imperator
 Sarcosuchus  (che significa "coccodrillo carnivoro"), è un genere estinto di coccodrillomorfo, lontano antenato degli odierni coccodrilli; visse intorno ai 112 milioni di anni fa, nel periodo Cretaceo, nell'attuale Africa e Sud America ed è uno dei più grandi coccodrilli mai vissuti sulla Terra. Era quasi due volte più grande dell'odierno coccodrillo marino e pesante fino a 8 tonnellate. Deteneva inoltre uno dei più potenti morsi mai esistiti in natura, paragonabile a quello del tirannosauro e superato soltanto da creature come Megalodon e  Purussaurus.

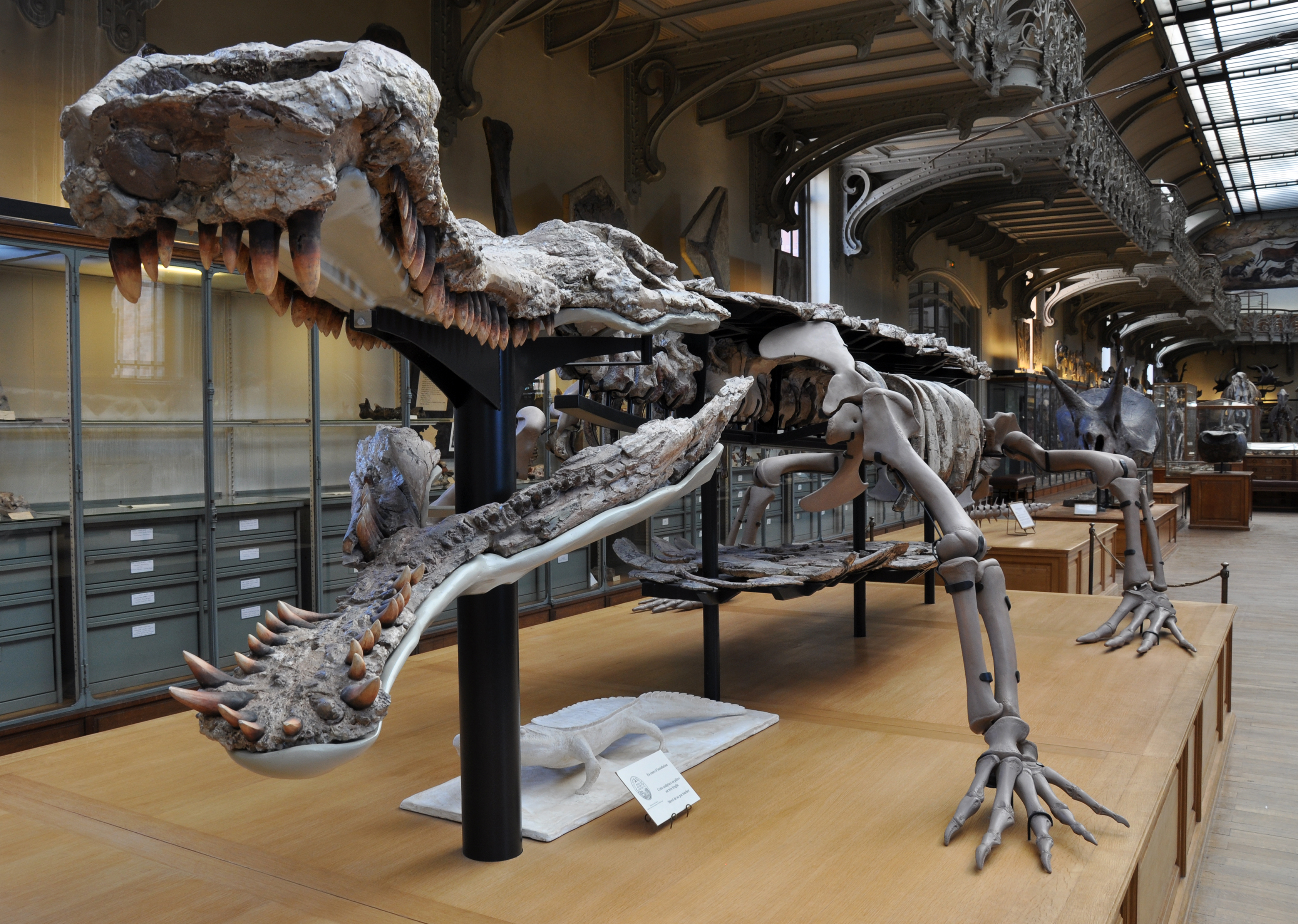
Scheletro di S. imperator, in parte ricostruito

I primi resti fossili sono stati scoperti durante alcune spedizioni guidate dal paleontologo francese Albert-Félix de Lapparent, dal 1946 al 1959 nel deserto del Sahara. I resti ritrovati sono frammentari e costituiti da un cranio, alcune vertebre, dei denti e alcuni osteodermi. Nel 1964, un cranio quasi completo è stato trovato nel Niger dall'associazione francese CEA, ma non fu descritto fino al 1997; solo nel 2000 gli studiosi compresero la vera anatomia dell'animale, quando una spedizione guidata dal paleontologo statunitense Paul Sereno scoprì sei nuovi esemplari, uno dei quali quasi completo.

## Descrizione

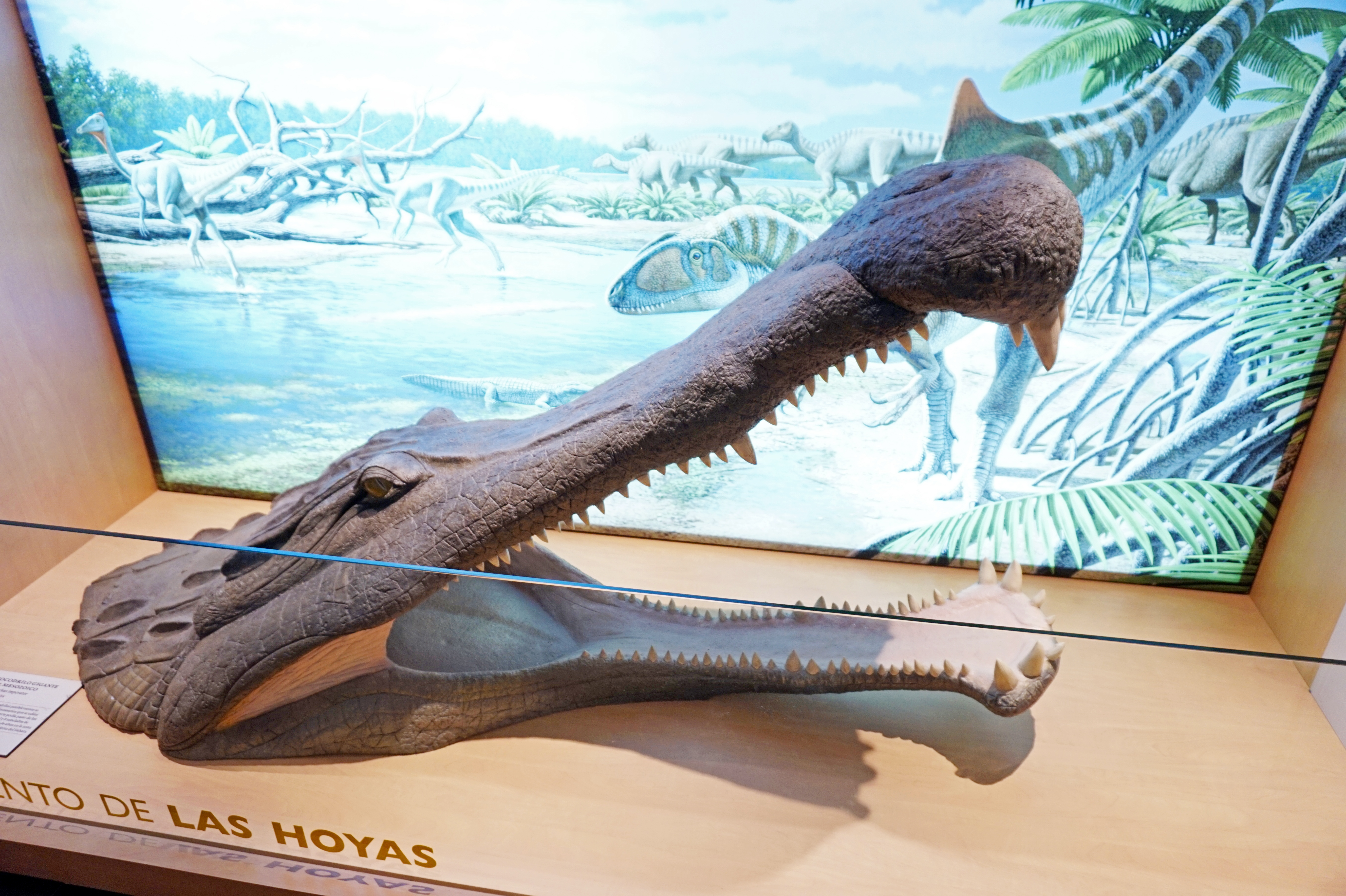
Ricostruzione museale di testa di S. imperator

Il Sarcosuchus era un parente gigante degli odierni coccodrilli; si stima che gli esemplari adulti completamente sviluppati potessero raggiungere la lunghezza di 11-13 metri. Come nei moderni coccodrilli le narici e gli occhi erano posizionati in cima alla testa, il che gli conferiva la capacità di vedere sopra la superficie dell'acqua anche rimanendo nascosto ed immerso. All'interno delle sue fauci erano presenti più di 132 denti (più precisamente 35 per lato nella mascella e 31 per lato nella mandibola); inoltre la mascella superiore era più lunga di quella inferiore lasciando uno spazio tra le ganasce quando l'animale mordeva. Negli individui più giovani la forma del muso era del tutto simile a quello dei moderni gaviali, ma negli individui completamente sviluppati il muso diventava notevolmente più ampio.
Era dotato di uno dei morsi più potenti mai esistiti, superato solo da pochi crocodilomorfi coevi. La forza delle sue mascelle è stimata, per un maschio di grosse dimensioni, a 50.000 - 80.000 N, mentre la pressione esercitata era dell'ordine di 2300–2800 kg/cm2, oltre due volte superiore a quella che si trova sul fondo della fossa delle Marianne. Solamente i colossali alligatori Purussaurus e Deinosuchus potevano superare questa forza, con alcuni enormi esemplari che raggiungevano forse anche il doppio di questa potenza. Per stabilire un confronto, la forza del morso del teropode tirannosauro era pari a 64.000 N (anche se alcune ricerche indicano una forza maggiore del triplo), di circa un quarto superiore rispetto a quella dell'attuale coccodrillo marino, mentre l'enorme squalo megalodonte nonostante le dimensioni colossali si "fermava" a circa 100.000 N. Come accade nel moderno gaviale le sue mascelle si chiudevano a scatto in modo estremamente rapido.

### Il muso
Alla fine del muso, il Sarcosuchus aveva una specie di rigonfiamento paragonabile a quello presente negli esemplari maschi del gaviale del Gange, ma a differenza di quest'ultimo il rigonfiamento nel Sarcosuchus non era limitato solo ai maschi, infatti tutti i fossili di Sarcosuchus ritrovati presentano il rigonfiamento, quindi non si tratta di dimorfismo sessuale. La funzione di tale struttura rimane ancora sconosciuta. Forse questo rigonfiamento conferiva al Sarcosuchus un accentuato senso dell'olfatto, oltre a far pensare che questo animale potesse emettere qualche tipo di verso di richiamo.

### Osteodermi

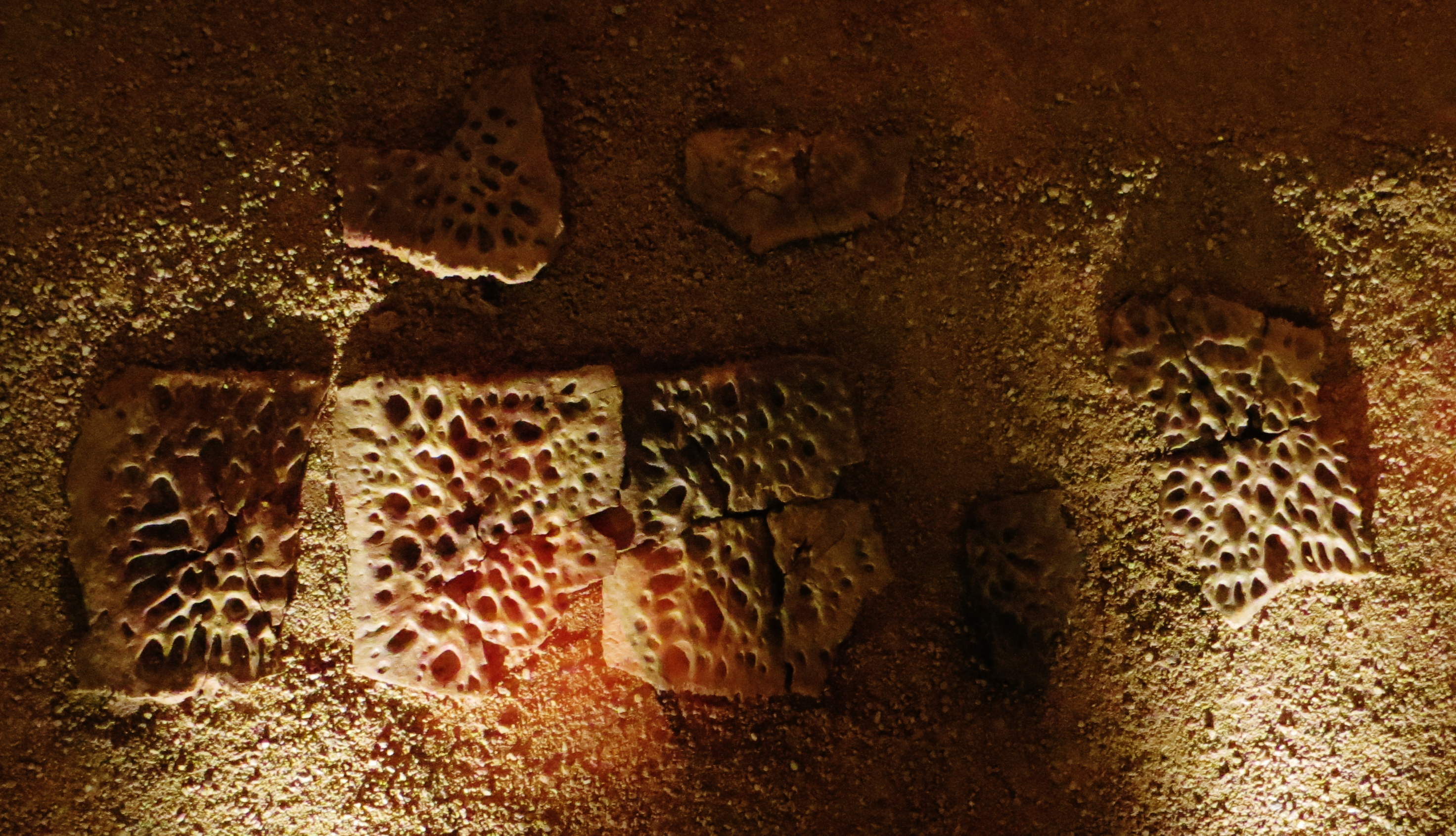
Osteodermi di S. imperator

Gli osteodermi, (noti anche come scudi dermici), del Sarcosuchus erano molto simili a quelli dei Goniopholididae, come il Sunosuchus e il Goniopholis; questi scudi dermici formavano una superficie compatta ed ininterrotta che partiva dalla base del collo fino a metà della coda, come osservabile nell'Araripesuchus e altri coccodrilli basali, al contrario dei moderni coccodrilli i cui osteodermi ricoprono tutto il collo e il corpo.

### Dimensioni

Sarcosuchus imperator (in viola) messo a confronto con altre specie di Crocodylia

Un metodo comune per stimare le dimensioni dei coccodrilli o dei coccodrillomorfi, è l'uso della lunghezza del cranio, prendendo la misura dalla punta del muso fino alla base della testa, in quanto nei coccodrilli le dimensioni del cranio sono correlate con la lunghezza totale del corpo, indipendentemente dal sesso. Questo metodo è stato di grande aiuto per la misurazione del Sarcosuchus a causa della scarsità dei resti fossili del corpo.
Per stimare la lunghezza del Sarcosuchus, sono state usate come punto di riferimento le dimensioni di alcuni gaviali del Gange provenienti dall'India e di alcuni coccodrilli marini provenienti dal nord dell'Australia; che hanno permesso di stimare la lunghezza dell'animale. Il più grande cranio di Sarcosuchus ritrovato (l'esemplare tipo) è lungo circa 1,7 m (5,6 piedi) ed in base a tale lunghezza si è stimato che l'individuo a cui apparteneva potesse avere una lunghezza totale di 12,75 metri, per un peso di circa 8 tonnellate. Ciò implica che il Sarcosuchus sia il più grande coccodrillo mai vissuto sulla Terra superando in lunghezza anche il Rhamphosuchus crassidens del Miocene; solo il Deinosuchus del tardo Cretaceo e il Purussaurus del Miocene potevano raggiungere dimensioni paragonabili.

## Classificazione

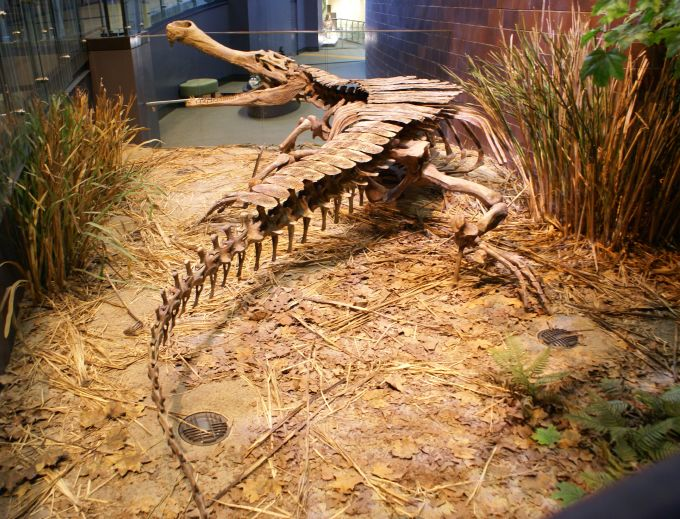
Scheletro completo di S. imperator, visto da dietro

Il Sarcosuchus è comunemente classificato come facente parte del clade Pholidosauridae, un gruppo di rettili simili ai coccodrilli, legati ma non facenti parte dei Crocodylia (clade contenente coccodrilli, alligatori e gaviali). La maggior parte dei membri del Pholidosauridae possedevano lunghi musi sottili ed erano prevalentemente acquatici. Il Sarcosuchus spicca tra i pholidosauridae per essere considerato un predatore all'apice, diverso dalla maggior parte dei membri noti del clade che erano piscivori specializzati.
Cladogramma semplificato di Pholidosauridae(2011).
|  | Pholidosaurus                                                |
|  |                                                              |
|  | \| \| Terminonaris \| \| \| \| \| \| Sarcosuchus \| \| \| \| |
|  |                                                              |
|  | Terminonaris                                                 |
|  |                                                              |
|  | Sarcosuchus                                                  |
|  |                                                              |

|  | Terminonaris |
|  |              |
|  | Sarcosuchus  |
|  |              |

## Scoperta e Classificazione

### I primi riscontri

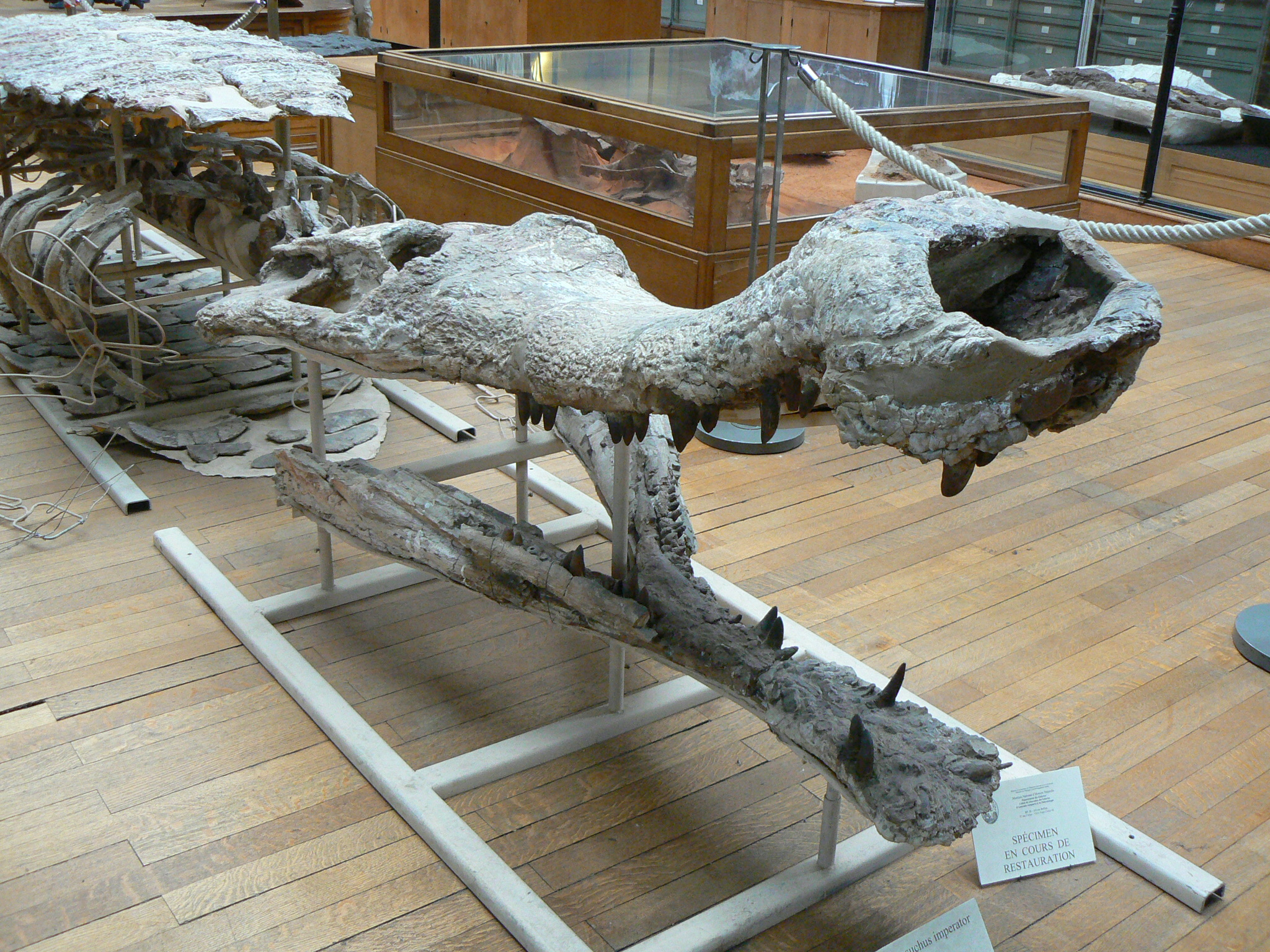
L'olotipo di S. imperator prima della restaurazione

Nel corso di diverse spedizioni nel Sahara, nel 1946-1959, guidate dal paleontologo francese Albert-Félix de Lapparent, alcuni fossili di crocodiloformi di grandi dimensioni furono rinvenuti nella regione conosciuta come Kem Kem Beds, altri furono trovati nella Foggara Ben Draou, vicino alla città di Aoulef, in Algeria, mentre altri provenivano da Gara Kamboute, nel sud della Tunisia. I fossili erano frammenti di cranio, denti, corazze dorsali e vertebre. Nel 1957, nella regione ora conosciuta come la formazione Elrhaz, nel nord del Niger, furono ritrovati diversi denti isolati di grandi dimensioni. Lo studio di questo materiale da parte del paleontologo francese France De Broin, portò a identificare come questi denti isolati come provenienti dal muso di un nuovo genere di coccodrillo.
Tempo dopo, nel 1964, il gruppo di ricerca del CEA scoprì un cranio quasi completo, nella regione di Gadoufaoua, nel nord del Niger. Attualmente questo fossile rappresenta l'olotipo di Sarcosuchus imperator. Il nome del genere deriva dal greco "sarco" che significa carne e "suchus" che significa coccodrillo.

### Fossili dal Brasile
Nel 1977, fu descritta una nuova specie di Sarcosuchus, S. hartti, dai resti trovati nel XIX secolo nel bacino Recôncavo baiano nel nord-est del Brasile. Nel 1867, il naturalista statunitense Charles Hartt, ritrovò due denti isolati e li inviò al paleontologo statunitense Marsh che li descrisse, attribuendoli ad una nuova specie di Crocodylus, C. hartti. Questo materiale, insieme ad altri resti, fu assegnato nel 1907 al genere Goniopholis, come Goniopholis hartti. Questi resti, originariamente attribuiti alla specie Goniopholis hartti, sono stati riassegnati al genere Sarcosuchus.

### Scoperte recenti

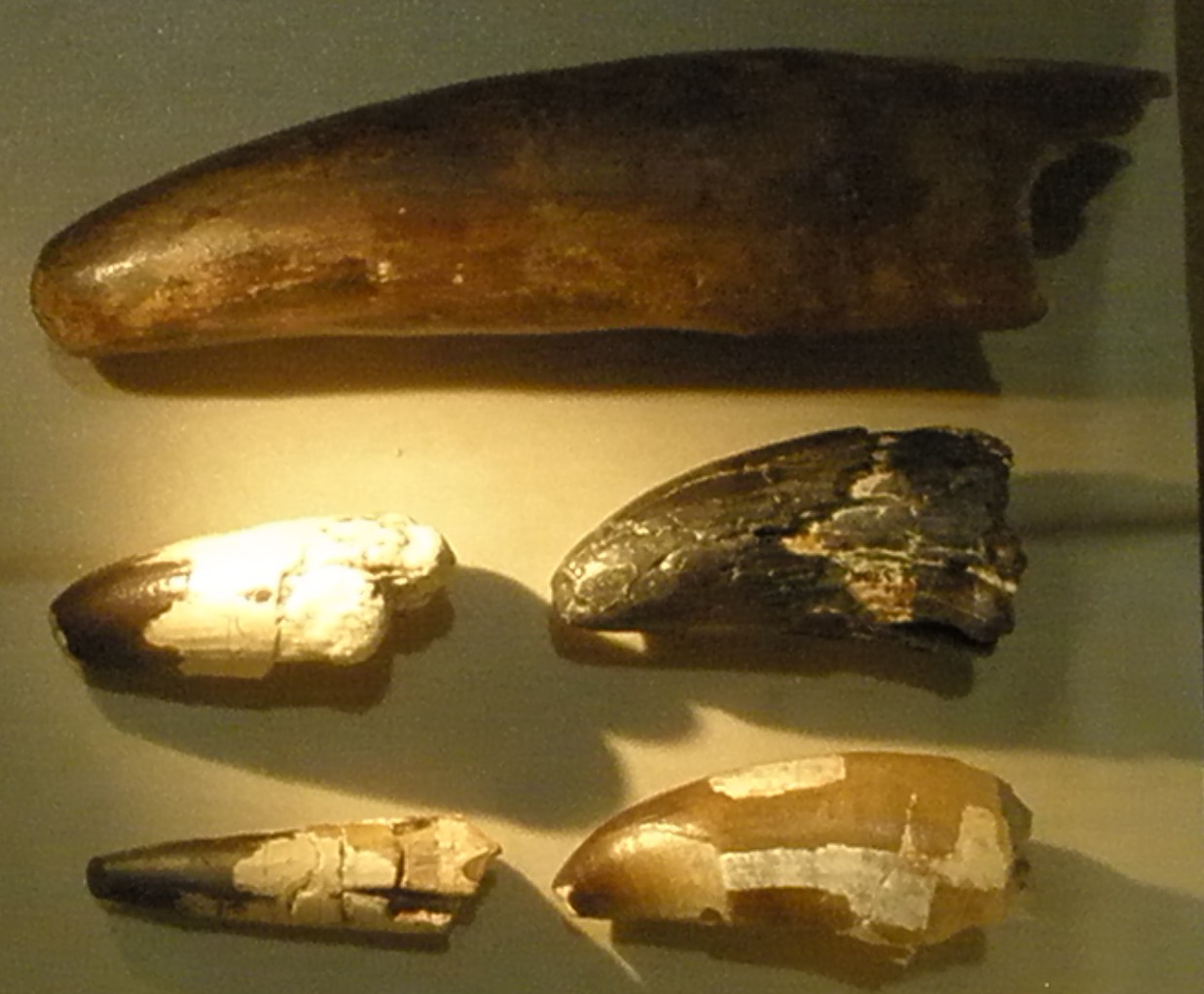
Denti di S. imperator

Nel 2000, una spedizione di Paul Sereno nei depositi della Formazione Elrhaz, portò alla luce molti scheletri parziali, numerosi crani e circa 20 tonnellate di fossili, datati tardo periodo Aptiano e primo Albiano, del Cretaceo inferiore. Ci è voluto circa un anno per identificare le ossa di Sarcosuchus, e assemblarle insieme per ricostruire lo scheletro.
Altro materiale fossile aggiuntivo è stato ritrovato e descritto nel 2010, nella zona di Nalut, nel nord-ovest della Libia. Questi fossili ritrovati nella Formazione Cabao, sono stati datati allo Hauteriviano-Barremiano.

## Paleobiologia e paleoecologia

### Modello di Crescita
Sulla base del numero di anelli di crescita, noti anche come linee di arresto della crescita, ritrovati negli osteodermi dorsali (o corazza dorsale) di un individuo subadulto, risulta che l'animale avesse raggiunto circa l'80% delle dimensioni massime degli adulti. È stato quindi stimato che il S. imperator raggiungesse le dimensioni massime all'età di 50-60 anni, in quanto questi animali nonostante le grandi dimensioni, erano a sangue freddo. Ciò suggerisce che, come è stato dimostrato nel caso del Deinosuchus, il S.imperator raggiungesse le sue massime dimensioni aumentando la durata della vita e non accelerando la velocità di accrescimento delle ossa, come nei grandi mammiferi o nei dinosauri.

### Dieta

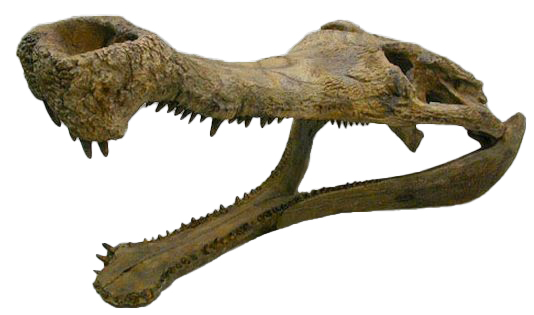
Cranio di S. imperator

Il cranio del Sarcosuchus sembra essere un mix tra quello del Gaviale del Gange (lungo e sottile, adatto a predare pesci), e quello del Coccodrillo del Nilo (più robusto, adatto a prede molto grosse). Alla base del muso, i denti hanno corone lisce e robuste che non si incastravano tra loro quando l'animale chiudeva la bocca, come nei coccodrilli. Gli studiosi quindi conclusero che l'animale aveva una dieta simile a quella del coccodrillo del Nilo, che comprendeva grandi prede terrestri, come i dinosauri che vivevano nella stessa regione.
Tuttavia, un'analisi del 2014 di un modello biomeccanico del cranio, suggerisce che a differenza del Deinosuchus, il Sarcosuchus non fosse in grado di eseguire la "ruota della morte", usata dai coccodrilli odierni per sbranare la preda.

### Habitat
I resti di S. imperator furono ritrovati in una regione del deserto di Ténéré, di nome Gadoufaoua, più precisamente nella formazione Elrhaz del Gruppo Tegama, risalente al tardo periodo Aptiano e ai primi dell'Albiano, del Cretacico inferiore, circa 112 milioni di anni fa. La stratigrafia della regione e la fauna acquatica rinvenuta indica che si trattava di un ambiente fluviale interno, con abbondanza di acque dolci e un clima tropicale umido. Il S. imperator condivideva le acque con il pesce olosteo Lepidotus e il celacanto Mawsonia. La fauna terrestre era composta in maggior parte da dinosauri, tra cui gli iguanodontidi Lurdusaurus (che era il dinosauro più comune nella regione) e Ouranosaurus. Nella zona vivevano anche grandi sauropodi come il Nigersaurus. Vi erano anche alcuni teropodi, che condividevano con il gigantesco coccodrillo il territorio e le prede, tra cui gli spinosauridi Suchomimus, il carcharodontosauride Eocarcharia e l'abelisauride Kryptops.
Invece, il Sarcosuchus hartti fu ritrovato nel Recôncavo baiano, nel nord-est del Brasile, più precisamente nella formazione Ilhas, risalente al tardo Aptiano. Il territorio presentava un ambiente lacustre, simile all'habitat del S. imperator, comprendente, anche, una fauna acquatica simile, tra cui Lepidotus e due specie di Mawsonia. La presenza di dinosauri nell'area è ancora da definire, in quanto i pochi fossili ritrovati sono perlopiù di natura frammentaria.

## Nella cultura di massa
Nonostante non sia un dinosauro, come animale preistorico il Sarcosuchus è sorprendentemente ben conosciuto presso il grande pubblico, grazie al primato di più grande coccodrillo mai vissuto, tanto da comparire in numerosi documentari, videogiochi e programmi sui dinosauri. Alcune delle più famose apparizioni del Sarcosuchus sono: 
- Il Sarcosuchus fa il suo debutto in TV, grazie al programma televisivo The Most Extreme, in onda su Animal Planet, dove viene messo a confronto con la sua controparte moderna: il coccodrillo del Nilo;
- La specie S. hartti compare nello speciale di Nel mondo dei dinosauri, Chased by Dinosaur nell'episodio "Il gigante dei giganti", dove per poco non divora il presentatore Nigel Marven;
- Il Sarcosuchus appare anche nei documentari Planet Dinosaur e Mega Beast, dove viene visto come un rivale dello Spinosaurus;
- I personaggi di Sarco e Surly sono due Sarcosuchus antagonisti del film d'animazione Dino e la macchina del tempo;
- Il Sarcosuchus è una creatura addomesticabile presente nel videogioco Ark: Survival Evolved.
- Sarcosuchus compare in Jurassic World: il gioco e in Jurassic World Alive, nel primo come anfibio leggendario e nel secondo come feroce comune.
- Il Sarcosuchus è una creatura che si può trovare nel Deserto di ariacotta nel videogioco Paleo pines